# Villers-sur-Saulnot
Villers-sur-Saulnot település Franciaországban, Haute-Saône megyében. Lakosainak száma 129 fő (2022. január 1.). Villers-sur-Saulnot Désandans, Arcey, Chavanne és Saulnot községekkel határos.

## Népesség
A település népessége az elmúlt években az alábbi módon változott:
| Lakosok száma | 149  | 136  | 135  | 133  | 135  | 134  | 132  | 131  | 129  |
|               | 2013 | 2015 | 2016 | 2017 | 2018 | 2019 | 2020 | 2021 | 2022 |